# The Locator
The Locator to amerykański film akcji z 2006 roku, napisany przez Andre Bucknera i Tyrone'a L. Bucknera oraz wyreżyserowany przez Andre Bucknera, który zagrał też rolę pierwszoplanową. Premiera filmu odbyła się 18 lipca 2006. W 2010 wydano sequel, The Locator 2: Braxton Returns.

## Obsada
- Andre Buckner − Braxton
- Cristina Kellogg − Sara
- Robert Gresham − Max Demont
- Jim Reneau − Marco
- LaDonna Jones − Sasha
- Tyrone L. Buckner − Lupo
- Robert Mayo − Lyles
- Brian Hoydic − muskularny członek jednostki SWAT

## Produkcja
Film kręcono w dwóch miastach: Erie w stanie Pensylwania oraz Atlanta w stanie Georgia. Zarządcy wytwórni Star Quest Entertainment chcieli, by rolę przodującą odegrał w filmie Brian Hoydic, utytułowany kulturysta pochodzący z Erie. Hoydic nie spełnił jednak oczekiwań producentów i w rezultacie wystąpił jedynie w krótkiej scenie, w której pojawił się półnago, prezentując swoją muskulaturę. The Locator był debiutem aktorskim Hoydika.